# Цироянни, Василики
Василики́ Цироя́нни (греч. Βασιλική Τσιρογιάννη) — греческая модель, победительница конкурса красоты «Звезда Эллады (Мисс Греция) 2012» и представила свою страну на конкурсе «Мисс Вселенная 2012».

## Юность
Цироянни студентка Университета Демокрита во Фракии и работает моделью в Top-Class International.

## Звезда Эллады 2012 & Мисс Вселенная 2012
Василики Цироянни в 20 лет победила в конкурсе красоты Звезда Эллады, проведённого вновь, после того как он был приостановлен в течение последних двух лет из-за экономического кризиса в стране. Василики представляла Грецию на конкурсе «Мисс Вселенная 2012».